# Christina Shakovets
Christina Shakovets (* 29. April 1994 in Lörrach) ist eine deutsche Tennisspielerin.

## Karriere
Shakovets gewann bisher 18 ITF-Turniere, davon zwei im Einzel in Antalya und Istanbul bereits im Alter von 16 und 17 Jahren. Im Doppel gewann sie 2011 und 2012 jeweils drei und 2013 vier weitere Turniere. 2014 kamen zwei und 2015 vier Doppeltitel hinzu.
2013 spielte sie in der deutschen Bundesliga für den BASF TC Ludwigshafen.
Ihr bislang letztes internationale Turnier spielte Shakovets im März 2019. Sie wird daher nicht mehr in der Weltrangliste geführt.

## Turniersiege

### Einzel
| Nr. | Datum            | Turnier  | Kategorie   | Belag     | Finalgegnerin  | Ergebnis |
| --- | ---------------- | -------- | ----------- | --------- | -------------- | -------- |
| 1.  | 20. Februar 2011 | Antalya  | ITF $10.000 | Sand      | Teodora Mirčić | 6:4, 6:1 |
| 2.  | 6. August 2011   | Istanbul | ITF $10.000 | Hartplatz | Diana Stomlega | 6:2, 6:1 |

### Doppel
| Nr. | Datum              | Turnier           | Kategorie   | Belag     | Partnerin                 | Finalgegnerinnen                             | Ergebnis         |
| --- | ------------------ | ----------------- | ----------- | --------- | ------------------------- | -------------------------------------------- | ---------------- |
| 1.  | 20. August 2011    | Istanbul          | ITF $10.000 | Hartplatz | Ashvarya Shrivastava      | Tara Moore Lisa Whybourn                     | 6:1, 6:3         |
| 2.  | 3. September 2011  | Trimbach          | ITF $10.000 | Sand      | Xenia Knoll               | Marisa Gianotti Kateřina Kramperová          | 6:3, 7:65        |
| 3.  | 22. September 2011 | Athen             | ITF $10.000 | Sand      | Vanda Lukács              | Natalia Siedliska Sylwia Zagórska            | 6:3, 6:2         |
| 4.  | 28. Juli 2012      | Bad Waltersdorf   | ITF $10.000 | Sand      | Réka Luca Jani            | Alexandra Nancarrow Katharina Negrin         | 6:2, 6:0         |
| 5.  | 7. September 2012  | Belgrad           | ITF $10.000 | Sand      | Anja Prislan              | Lucia Butkovská Camelia Hristea              | 6:3, 6:3         |
| 6.  | 28. September 2012 | Telawi            | ITF $50.000 | Sand      | Réka Luca Jani            | Kazjaryna Dsehalewitsch Oksana Kalaschnikowa | 3:6, 6:4, [10:6] |
| 7.  | 21. Juni 2013      | Istanbul          | ITF $10.000 | Hartplatz | Julija Stamatowa          | Polina Leikina Lidsija Marosawa              | 6:2, 6:0         |
| 8.  | 23. August 2013    | Izmir             | ITF $10.000 | Hartplatz | Khristina Katsimowa       | İpek Soylu Julija Stamatowa                  | 6:4, 6:1         |
| 9.  | 30. August 2013    | Mamaia            | ITF $25.000 | Sand      | Kamila Kerimbajewa        | Diana Buzean Inés Ferrer Suárez              | 6:3, 7:5         |
| 10. | 16. November 2013  | Scharm el-Scheich | ITF $10.000 | Hartplatz | Alena Fomina              | Giulia Bruzzone Pauline Payet                | 7:5, 6:4         |
| 11. | 16. August 2014    | Telawi            | ITF $10.000 | Sand      | Alena Fomina              | Ani Amiraghjan Margarita Lasarewa            | 6:4, 4:6, [10:7] |
| 12. | 30. August 2014    | Antalya           | ITF $10.000 | Hartplatz | Alena Fomina              | Wang Yan Yang Zhaoxuan                       | 6:3, 6:1         |
| 13. | 11. April 2015     | Kairo             | ITF $10.000 | Sand      | Arabela Fernández Rabener | Alina Mikhejewa Naomi Totka                  | 6:4, 6:2         |
| 14. | 23. Mai 2015       | Bol               | ITF $10.000 | Sand      | Lina Gjorcheska           | Karin Kennel Iva Primorac                    | 4:6, 6:2, [10:2] |
| 15. | 5. Dezember 2015   | Antalya           | ITF $10.000 | Sand      | Aljona Sotnykowa          | Alena Fomina Sopia Kwazabaia                 | 7:5, 6:4         |
| 16. | 12. Dezember 2015  | Antalya           | ITF $10.000 | Sand      | Alena Fomina              | Julie Noe Elena-Gabriela Ruse                | 7:64, 6:2        |